# 밀양 관아지
밀양 관아지(密陽 官衙址)는 대한민국 경상남도 밀양시 내일동에 있다. 2009년 7월 16일 경상남도의 기념물 제270호로 지정되었다.

## 개요
지방의 수령(守令)이 공무(公務)를 처리하던 곳을 관아(官衙)라 하는데, 『밀주구지(密州舊誌)』에 밀양의 관아에 대하여 “아사내외 동서헌별실백여간임진왜란탕진무여 만력신해부사원유남중창(衙舍內外 東西軒別室百餘間壬辰倭亂蕩盡無餘 萬曆辛亥府使元裕男重創)이라는 기록이 있는 것으로 봐서 밀양읍성이 축조될 당시에 관아도 백여칸으로 지어진 것으로 보인다.
본래 있던 건물은 선조25년(1592년) 4월 임진왜란으로 모조리 불타버렸는데, 왜란후 선조32년(1599년)에 당시 부사 이영(李英)이 영남루 경내에 우선 초옥(草屋)을 세워 집무를 하다가 광해군 3년(1611년)에 원유남(元裕男)부사가 부임하여 원래 자리에 관아를 재건하였다.
관아의 중심 건물인 동헌(東軒)은 부사가 행정을 처리하던 곳으로 「근민헌(近民軒)」이라 불렀고, 동헌의 부속건물이라 할 수 있는 서헌(西軒)과 별실 등이 있었지만 자세한 용도는 알 수 가 없다. 다만『밀주징신록(密州徵信錄)』등에는 내동헌(內東軒)과 외서헌(外西軒) 건물이 별도로 있고, 내동헌은 부사 부인이 거처하던 곳이라 적혀있는 점으로 비추어 볼때, 부사의 내실(內室:北別室), 책방(冊房:梅竹堂), 주방(廚房), 창고 등으로 활용이 되었던 것 같다.
1611년 중건후 300여년간 관청으로 사용되어 오던 관아는 조선후기에 동헌, 정청, 매죽당, 북별실 내삼문 이외에도 연훈당(延薰堂), 전월당(餞月堂), 신당(新堂) 등 부속 건물들이 있었다고 하나 현재는 정확한 위치나 규모를 헤아리지 못하고 있다. 고종 32년(1895년)에 지방관제 개편에 따라 군청으로 명칭이 바뀌었다가 1927년도에 삼문동으로 밀양군청을 신축하여 옮겨 가게 되자 본래의 용도가 폐지되었고, 구밀양읍사무소, 구밀양시청, 구내일동사무소의 청사 등으로 이용되다가 2010년 4월 관아를 복원 하였다.
옛 관아에 속해있던 건물 중에 당호(堂號)가 확실히 남아 있는 건물을 살펴보면:
①매죽당(梅竹糖:책방):아사 별실의 하나로 부사의 비서사무를 맡은 책방이 거쳐하던 집이며, 고을 원의 자손들이 독서하는 곳 이기도 하였다. 임진왜란 이후에 중건한 당초의 건물은 허물어져 영조 51년(1775년)에 부사 정존중(鄭存中)이 다시 세웠다가 한말에는 이곳을 부사의 집무실로 사용하기도 하였다.
②헐소(歇所): 관아 정문 밖에 인접해 있었는데, 부사에게 문안을 드리거나 공사의 일로 부사를 만날 사람 은 반드시 이곳을 통하여 성명을 밝히고 쉬면서 대기하는 장소로서 “헐숙소(歇宿所)” 또는 “헐소청(歇 所廳)”이라 불리기도 했다.
③응향문(凝香門):관아의 정문으로 2층 구조로 되어 있었으며, 2층에는 북을 매달아 아침 저녁으로 문을 열고 닫을 때에 북을 울렸다고 한다.

## 참고 문헌
- 밀양 관아지 - 국가유산청 국가유산포털